# تافي كوسي
تافي كوسي كسرولة الحليب المخمر، هو طبق وطني من المطبخ الألباني. وهو طبق بسيط يتكون من لحم الحمل والضأن (وقد يكون دجاج) والأرز المخبوز مع خليط الزبادي والبيض (يستبدل الخليط الحليب المخمر)، يضاف إلى طحين القمح والزبدة). هذا الطبق يحظى بشعبية في تركيا، حيث يعرف باسم إلباسان تافا((بالألبانية:  Tavë Elbasani)‏) على اسم مدينة إلباسان في ألبانيا. من الإضافات التي أجريت على الطبق في المطبخ التركي إضافة صلصة البشاميل بدلاً من صلصة اللبن التقليدية.